# Siergiej Szojgu
Siergiej Kużugietowicz Szojgu (ros. Сергей Кужугетович Шойгу; ur. 21 maja 1955 w Czadanie) – rosyjski polityk, urzędnik państwowy, inżynier, wojskowy i ekonomista pochodzenia tuwińskiego, generał armii, doktor nauk ekonomicznych, sekretarz Rady Bezpieczeństwa Federacji Rosyjskiej (od 2024), wcześniej minister obrony (2012–2024), gubernator obwodu moskiewskiego (2012) oraz minister obrony cywilnej (1991–2012). Bohater Federacji Rosyjskiej (1999).
Od 25 czerwca 2024 poszukiwany przez Międzynarodowy Trybunał Karny pod zarzutem zbrodni wojennych.

## Życiorys
Pochodzi z niewielkiego miasta Czadan przy granicy z Mongolią, w autonomicznej Republice Tuwy. Jego ojciec Kużugiet Szojgu (1921–2010), Tuwiniec, był wieloletnim radzieckim działaczem partyjnym. Przeszedł na emeryturę jako wiceprzewodniczący Rady Ministrów Tuwińskiej ASRR.
Matka, Rosjanka Aleksandra Jakowlewna Szojgu (ros. Александра Яковлевна Шойгу) z domu Kudriawcewa, urodziła się w 1924 roku we wsi Jakowlewo (ros. Яковлево) w obwodzie orłowskim niedaleko Moskwy, a niedługo później przeniosła się wraz z rodziną do Kadyjewki w obwodzie ługańskim na Ukrainie i tam się wychowała. W 1951 roku ukończyła Charkowski Instytut Rolniczy (ros. Харьковский сельскохозяйственный институт, obecnie Charkowski Narodowy Uniwersytet Rolniczy im. W. W. Dokuczajewa) w Charkowie. Następnie zamieszkała w Tuwie, gdzie poznała swojego przyszłego męża, Kużugieta Szojgu. Była zootechniczką, pracowała jako główna specjalistka ds. hodowli zwierząt w dziale rolnictwa rejonu Dzun-Chiemczyckiego. W 1979 r. przeszła na emeryturę jako szefowa departamentu planowania Ministerstwa Rolnictwa Republiki Tuwy. Wielokrotnie była także deputowaną w lokalnym parlamencie Tuwińskiej ASRR i późniejszej rosyjskiej Republiki Tuwy. Zmarła w 2011 roku.

### Młodość
W 1977 r. Siergiej Szojgu ukończył studia w Krasnojarskim Instytucie Politechnicznym w zakresie inżynierii budownictwa. Doktor nauk ekonomicznych. W latach 1977–1978 pracował na stanowisku mistrza w przedsiębiorstwie Promchimstroj w Krasnojarsku, a w latach 1978–1979 był mistrzem i naczelnikiem odcinka w przedsiębiorstwie Tuwinstroj w Kyzyle. W latach 1979–1984 pełnił funkcję kierownika robót, głównego inżyniera i naczelnika w przedsiębiorstwie Aczinskaluminijstroj w Aczyńsku. Od 1984 zajmował kierownicze stanowiska w przedsiębiorstwach budowlanych. W latach 1984–1985 był zastępcą kierownika Sajanaluminstroju w Sajanogorsku, w latach 1985–1986 kierownikiem Sajantiażstroju, a w latach 1986–1988 kierownikiem Abakanwagonstroju w Abakanie.

### Kariera polityczna
Od 1988 r. działał w aparacie Komunistycznej Partii Związku Radzieckiego. W latach 1988–1989 był II sekretarzem Komitetu Miejskiego KPZR w Abakanie. W latach 1989–1990 pełnił funkcję inspektora Komitetu Krajowego KPZR w Kraju Krasnojarskim.
W latach 1990–1991 zajmował stanowisko Zastępcy Przewodniczącego Państwowego Komitetu Rosyjskiej Federacyjnej SRR ds. Architektury i Budownictwa.
Od 1991 r. pracuje w centralnym aparacie państwowych służb ratowniczych. W 1991 r. przewodniczył Państwowemu Komitetowi RFSRR ds. Sytuacji Nadzwyczajnych. W latach 1991–1994 był Przewodniczącym Państwowego Komitetu Federacji Rosyjskiej ds. Obrony Cywilnej, Sytuacji Nadzwyczajnych i Likwidacji Następstw Klęsk Żywiołowych. W 1994 r. został mianowany na stanowisko Ministra FR ds. Obrony Cywilnej, Sytuacji Nadzwyczajnych i Likwidacji Następstw Klęsk Żywiołowych. Od 1996 r. zasiada w Radzie Bezpieczeństwa Federacji Rosyjskiej. W latach 2000–2004 był Zastępcą Przewodniczącego Rządu Federacji Rosyjskiej (wicepremierem).
Otrzymał szereg nagród i odznaczeń państwowych, w tym tytuł Bohatera Federacji Rosyjskiej.
Jest aktywnym politykiem. Od 1999 był jednym z liderów proprezydenckiego ruchu „Jedność”, a od 2001 jest członkiem kierownictwa partii Jedna Rosja, która wspiera prezydenta Federacji Rosyjskiej Władimira Putina.
Od 17 listopada 2009 jest Prezesem Rosyjskiego Towarzystwa Geograficznego.
10 kwietnia 2010, decyzją Przewodniczącego Rządu Federacji Rosyjskiej W. Putina, został wiceprzewodniczącym specjalnej rosyjskiej komisji rządowej do zbadania przyczyn katastrofy polskiego Tu-154M w Smoleńsku (wraz z pierwszym wicepremierem Rosji Siergiejem Iwanowem i Tatjaną Anodiną, przewodniczącą Międzypaństwowego Komitetu Lotniczego).

### Minister obrony Federacji Rosyjskiej
6 listopada 2012 decyzją Prezydenta Federacji Rosyjskiej Władimira Putina, S. Szojgu został mianowany ministrem obrony Federacji Rosyjskiej. Zastąpił na tym stanowisku odwołanego Anatolija Sierdiukowa w związku ze sprawą nadużyć w holdingu Oboronserwis podległego Ministerstwu Obrony FR.
26 lutego 2014 oświadczył, że Federacja Rosyjska planuje podpisać umowy z Wietnamem, Kubą, Wenezuelą, Nikaraguą, Seszelami, Singapurem oraz kilkoma innymi państwami, które umożliwiłyby stworzenie tam stałych rosyjskich baz wojskowych.
Dowodzone przez niego wojska dokonały w lutym 2022 inwazji na Ukrainę, oskarżane są one o dokonanie zbrodni wojennych.
12 maja 2024 przestał być ministrem obrony. Zastąpił go na tej funkcji Andriej Biełousow. Tego samego dnia został mianowany sekretarzem Rady Bezpieczeństwa Federacji Rosyjskiej.
25 czerwca 2024 Międzynarodowy Trybunał Karny wydał nakaz jego aresztowania, w związku z podejrzeniem o dokonanie zbrodni wojennych i zbrodni przeciwko ludzkości podczas inwazji Rosji na Ukrainę.

## Rodzina
Żonaty z Iriną, prezeską przedsiębiorstwa turystycznego Expo-EM, z którą zna się od pierwszego roku studiów, pobierając się 5 lat później. Mają dwie córki. Starsza, Julija (ur. 1977), od 2002 roku pełni funkcję dyrektorki centrum pomocy psychologicznej przy Ministerstwie Spraw Nadzwyczajnych. Młodsza, Ksienija (ur. 1991) od 2020 roku pełni funkcję dyrektorki Rosyjskiej Federacji Triathlonowej.
Siergiej Szojgu miał starszą siostrę, Łarisę (1953–2021), wieloletnią deputowaną do Dumy Państwowej z ramienia rządzącej partii Jedna Rosja, zmarłą nagle po komplikacjach w wyniku przebycia COVID-19.

## Galeria

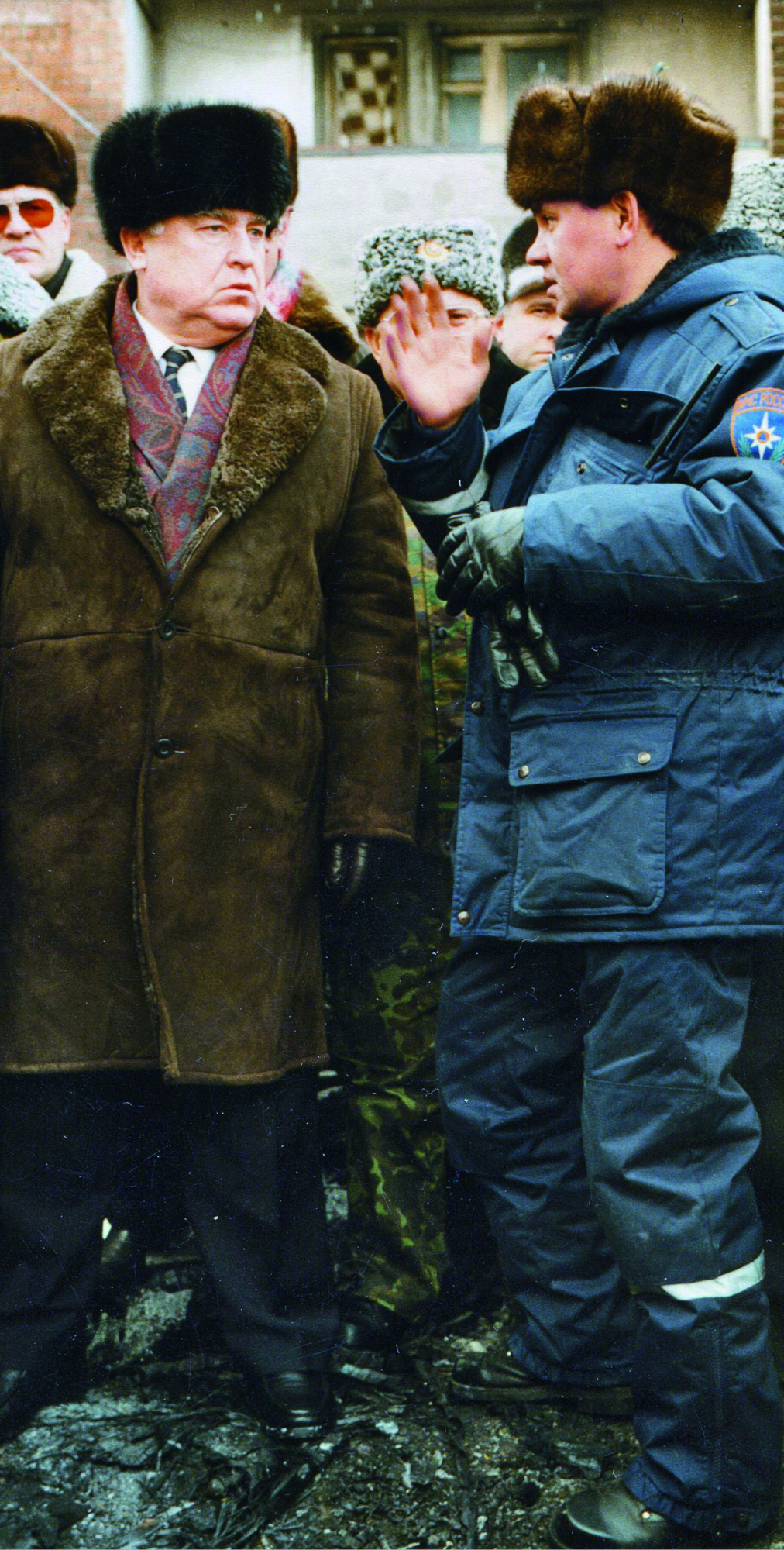
Szojgu referuje sytuację premierowi Czernomyrdinowi na miejscu katastrofy lotniczej w Irkucku, 1997 rok
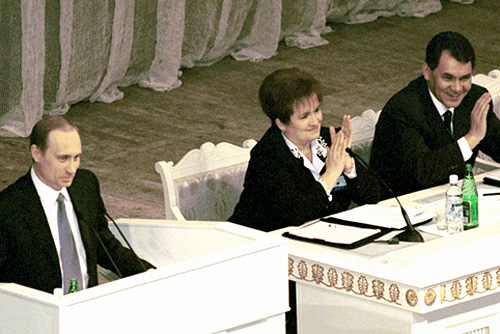
Szojgu jako wicepremier na Kremlu, obok niego Lubow Sliska i prezydent Władimir Putin, 2000 rok
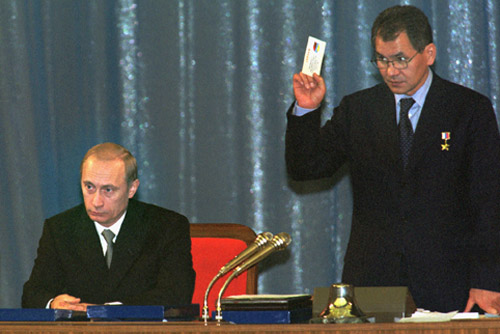
Szojgu i Putin na kongresie założycielskim Jedności, 2001 rok
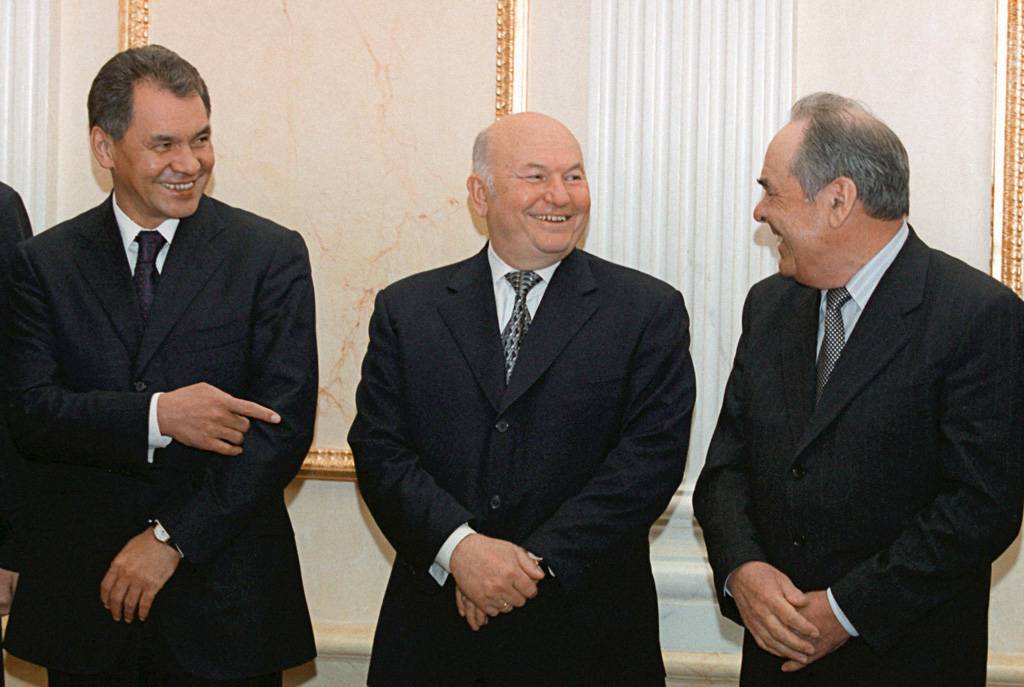
Liderzy Jednej Rosji: Szojgu, Łużkow i Szajmijew, 2003 rok
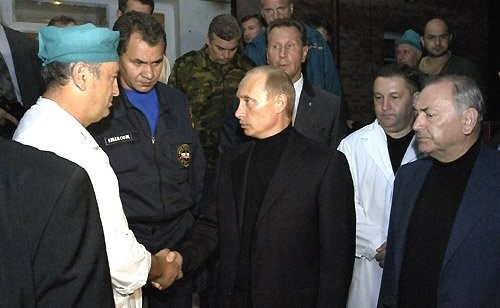
Szojgu i Putin w Biesłanie dzień po krwawym ataku na szkołę, 2004 rok
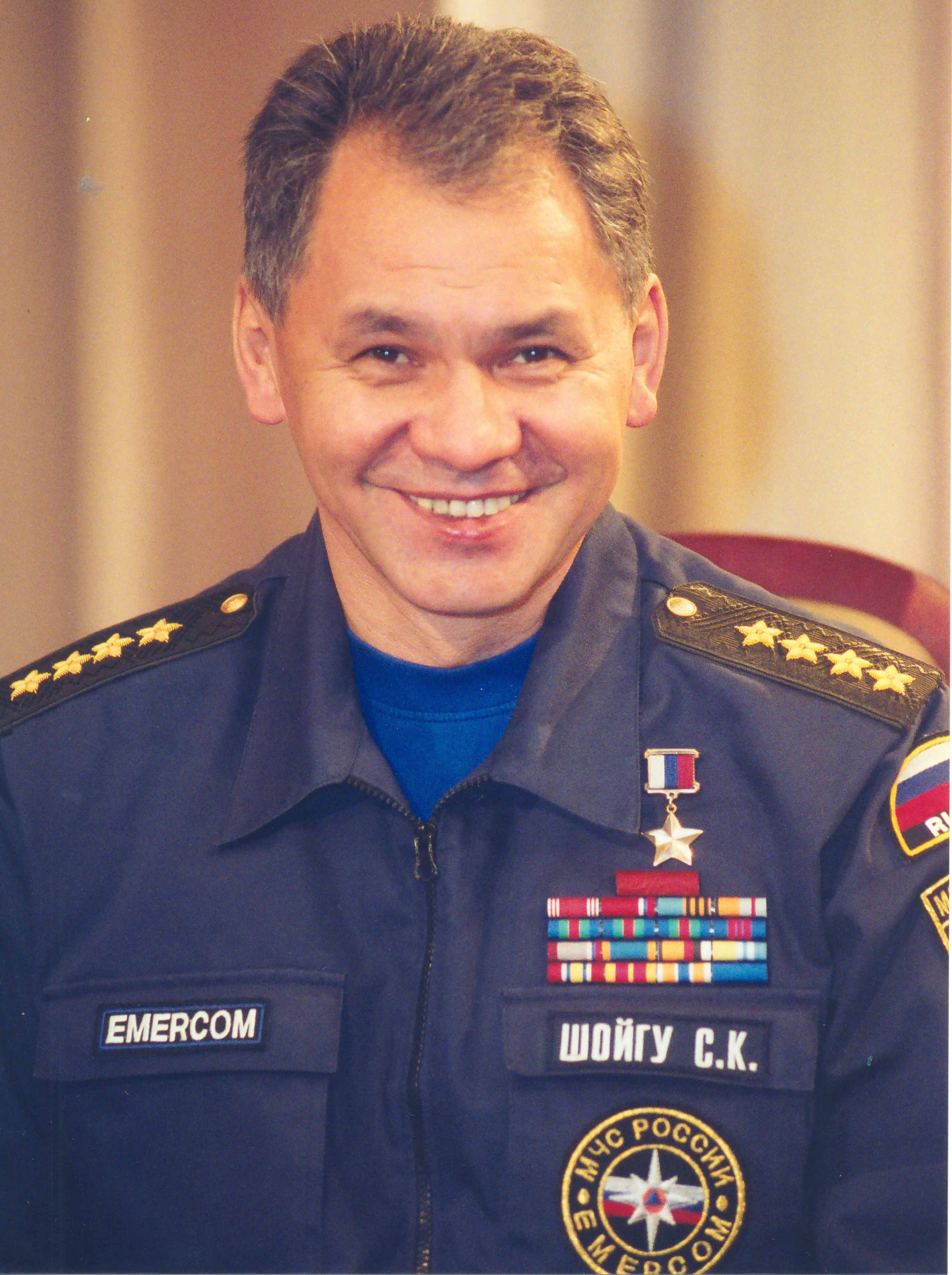
Portret ministra Szojgu wykonany w 2006 roku
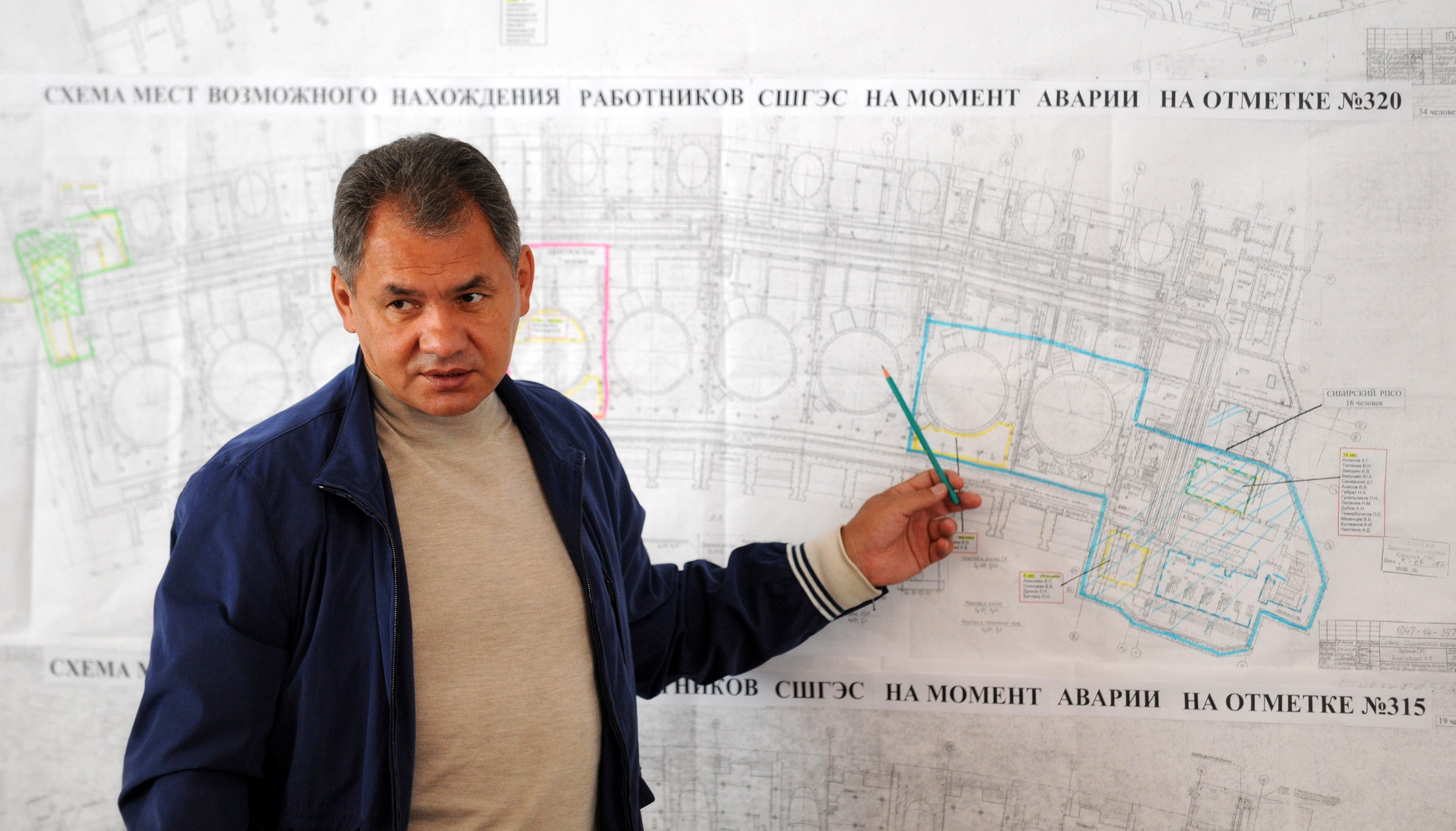
Szojgu wyjaśnia złożoność sytuacji w Sajańsko-Szuszeńskiej Elektrowni Wodnej, gdzie doszło do katastrofy, 2009 rok
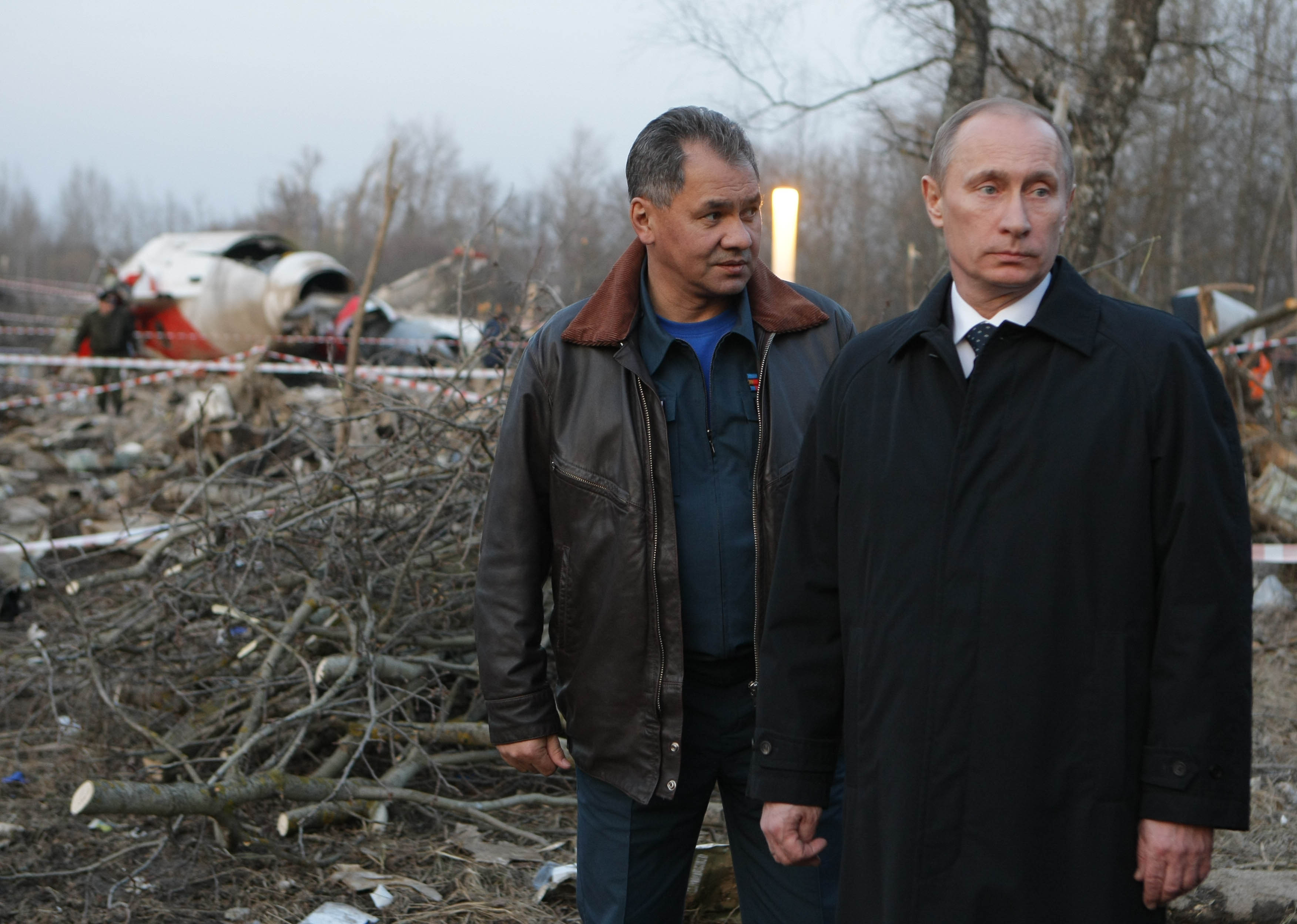
Szojgu oprowadza Putina po miejscu katastrofy Smoleńskiej w której zginął prezydent Polski Lech Kaczyński, 2010 rok
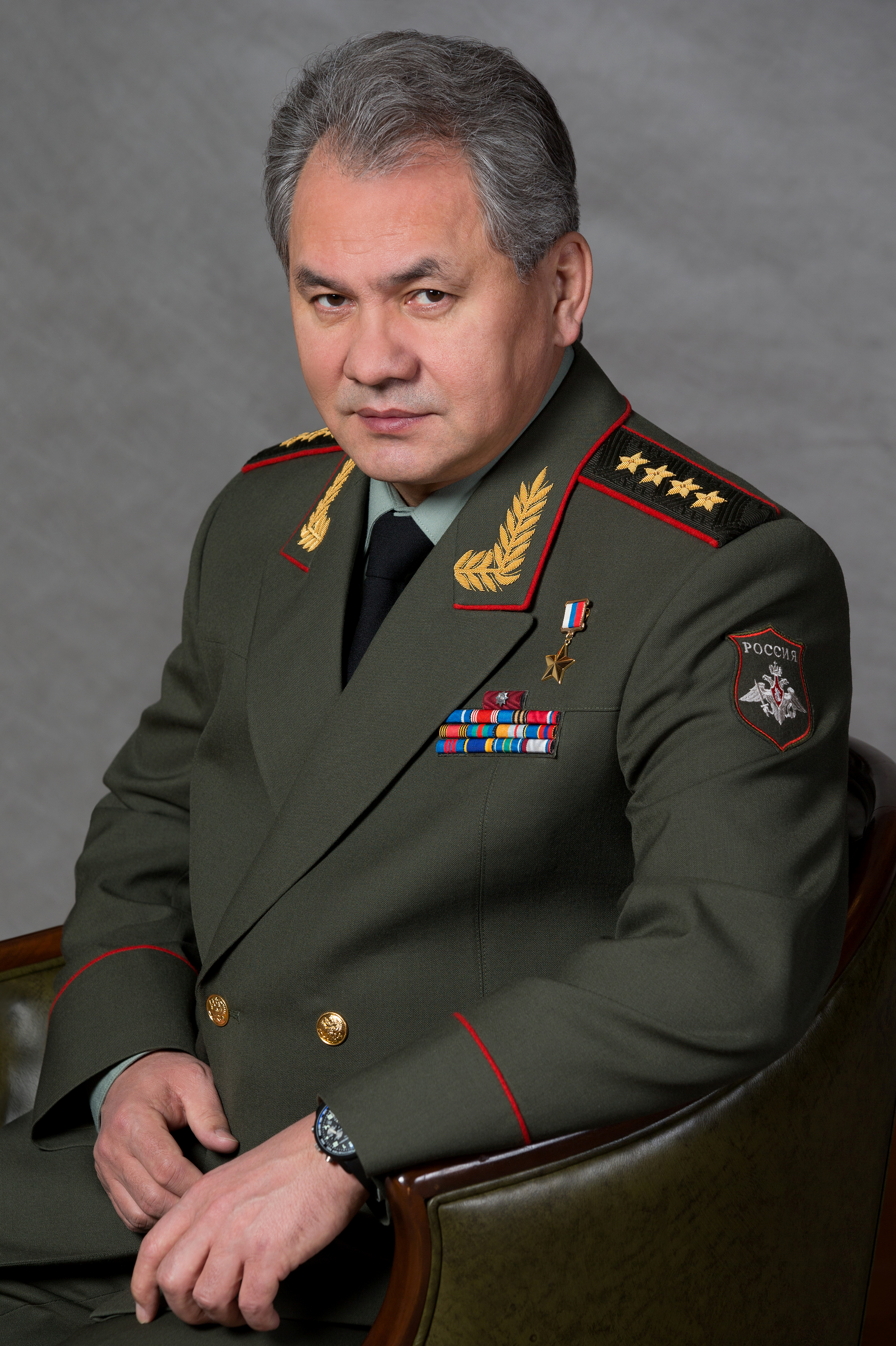
Oficjalny portret Szojgu wykonany po powierzeniu mu resortu obrony, 2012 rok
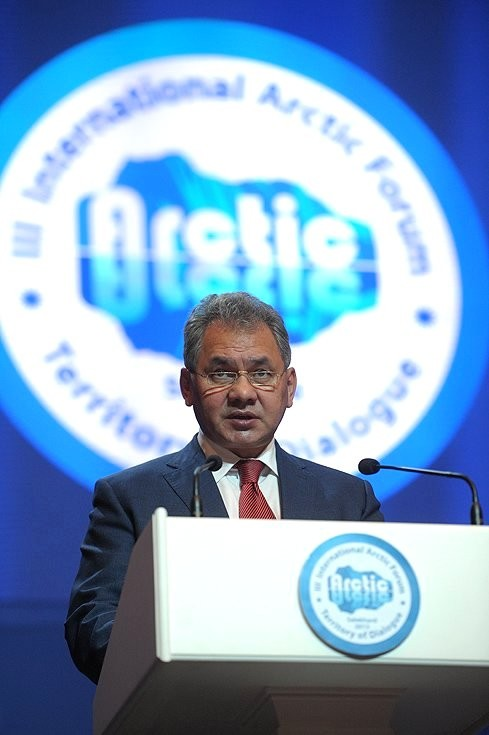
Szojgu przemawia na Międzynardowym Forum Arktycznym, 2013 rok
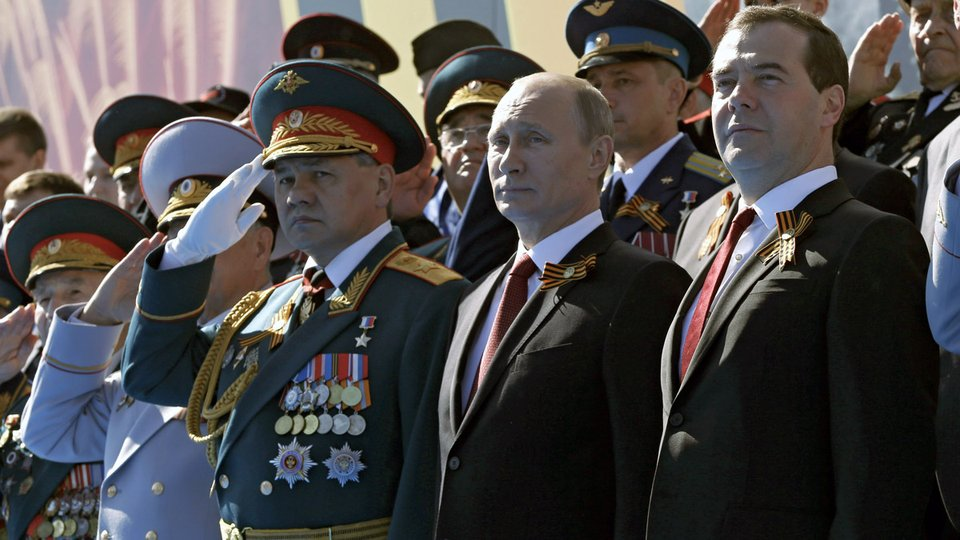
Szojgu, Putin i Dmitrij Miedwiediew podczas parady z okazji Dnia Zwycięstwa w Moskwie, 2014 rok
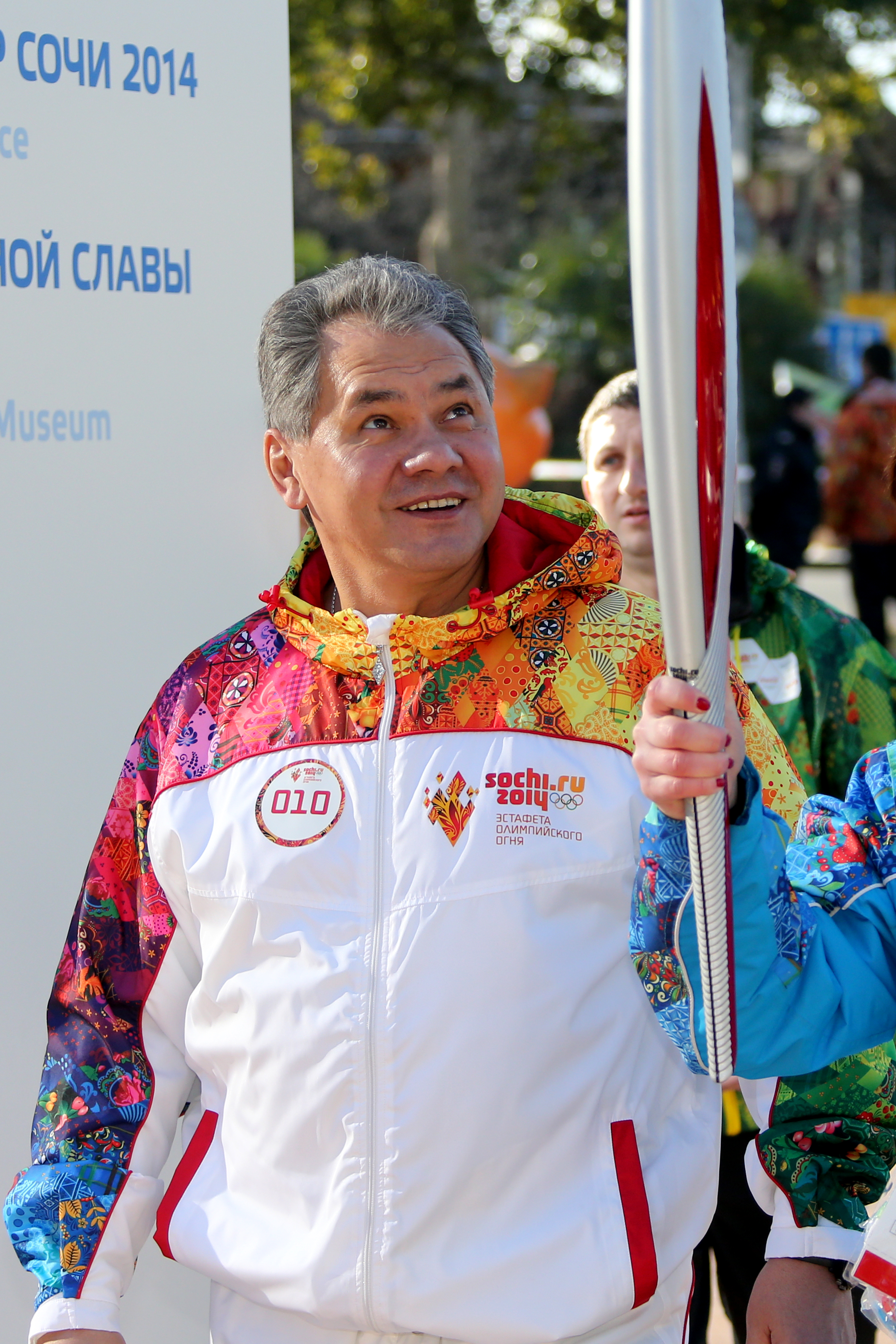
Szojgu z pochodnią olimpijską na Olimpiadzie w Soczi, 2014 rok
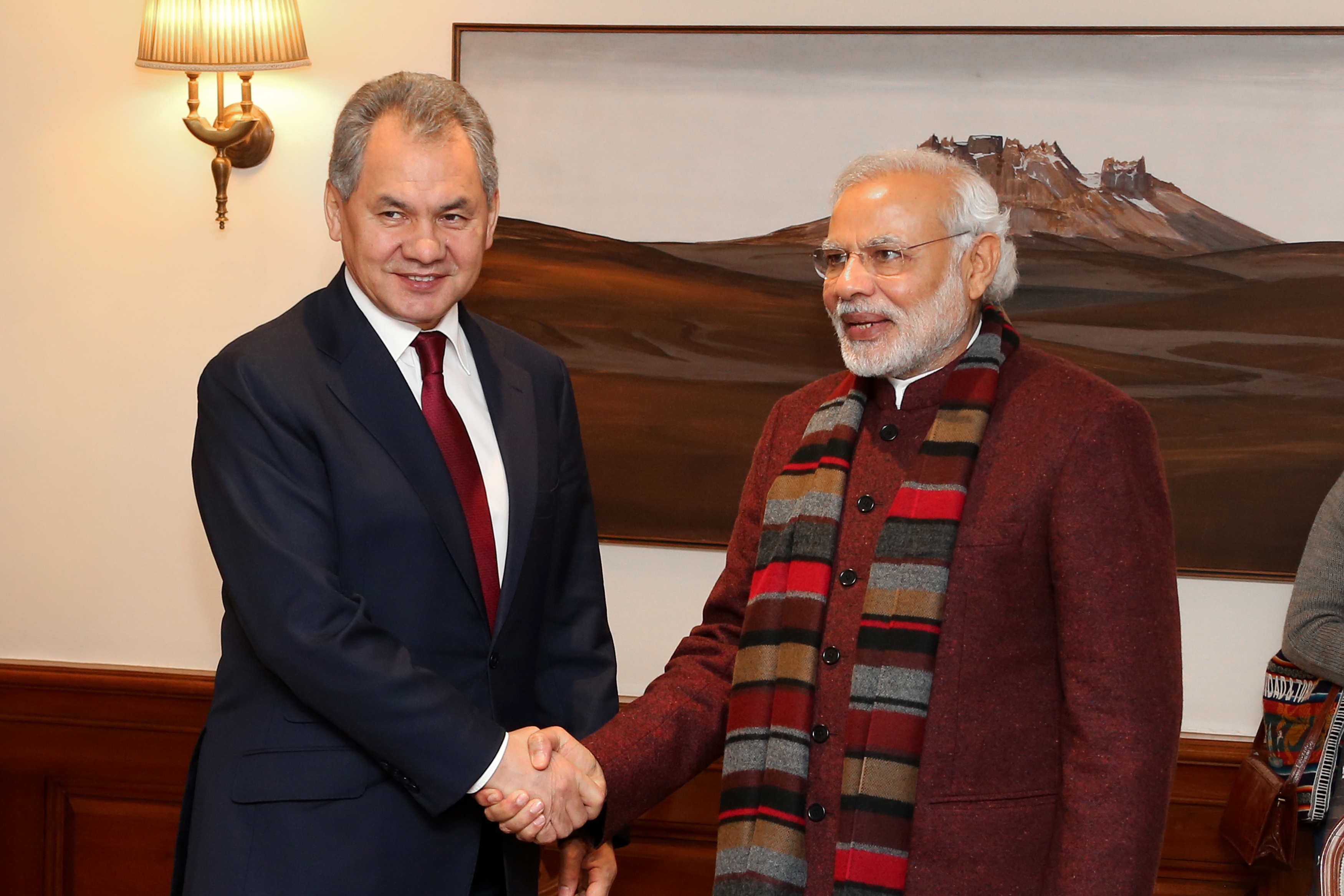
Wizyta Szojgu do Indii i spotkanie z premierem Narendą Modim, 2015 rok
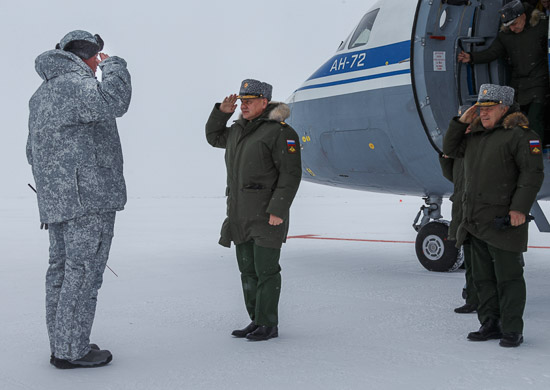
Szojgu wizytuje budowę obiektów militarnych na Ziemi Franciszka Józefa, 2016 rok
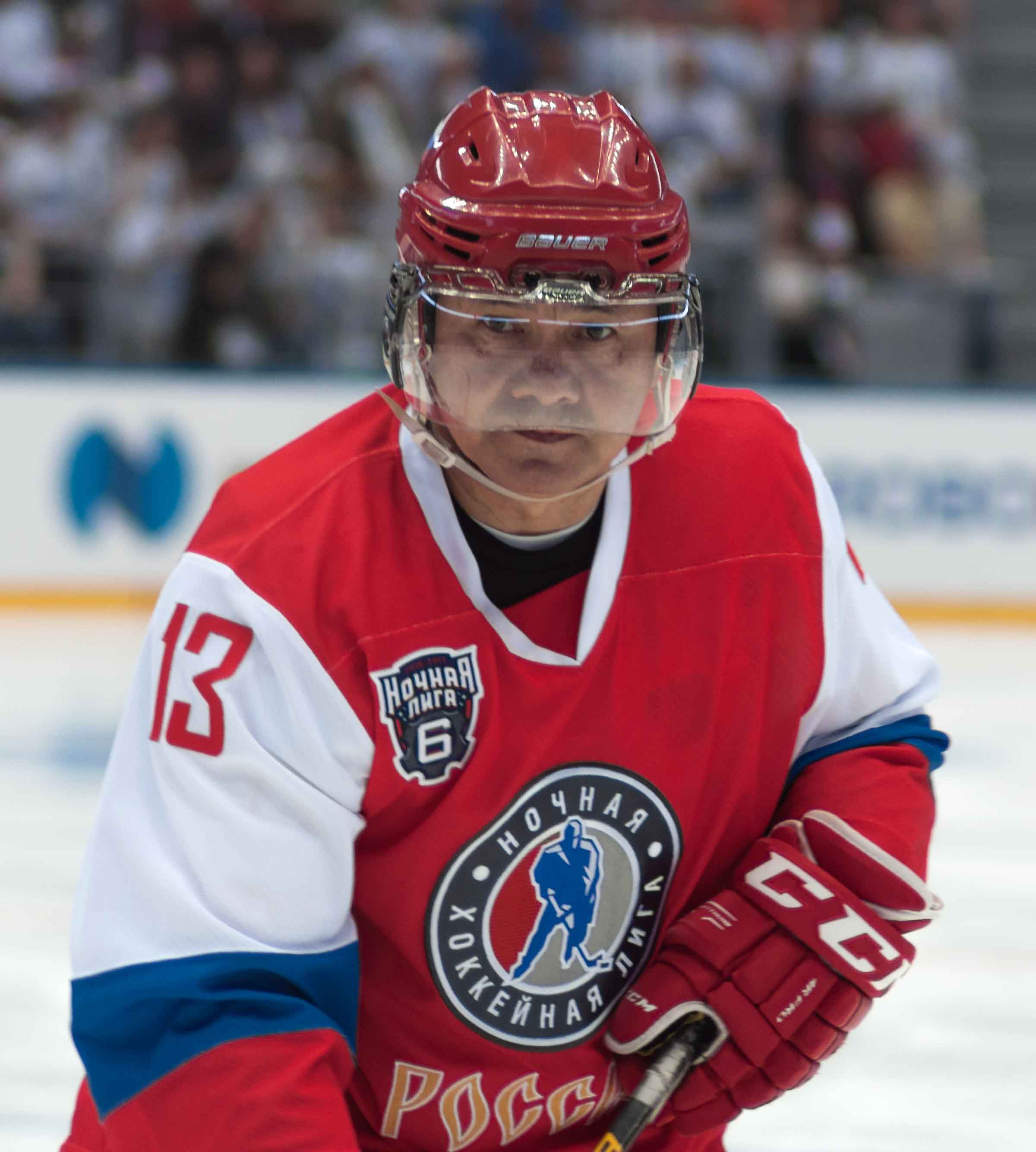
Szojgu gra na meczu wieczoru na Festiwalu Ligi Hokejowej, 2017 rok
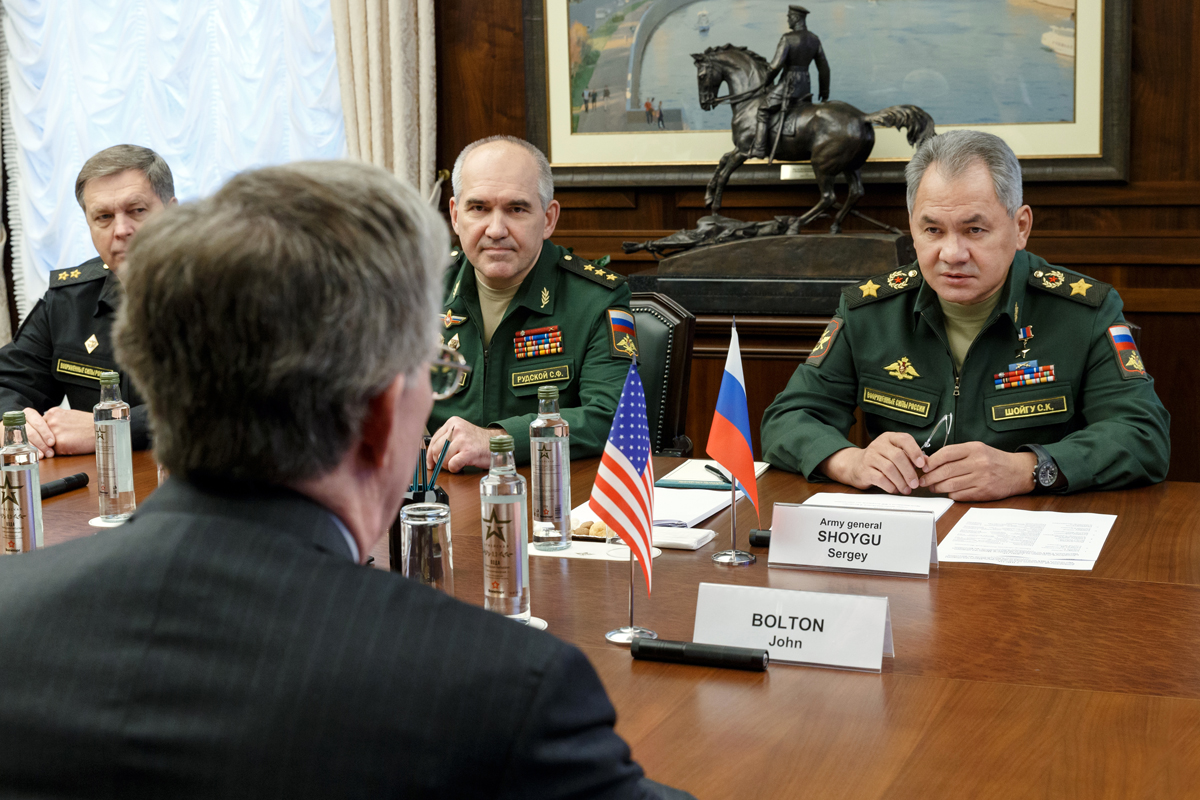
Szojgu podczas spotkania z doradcą ds. bezpieczeństwa narodowego Johnem Boltonem w Moskwie, 2018 rok
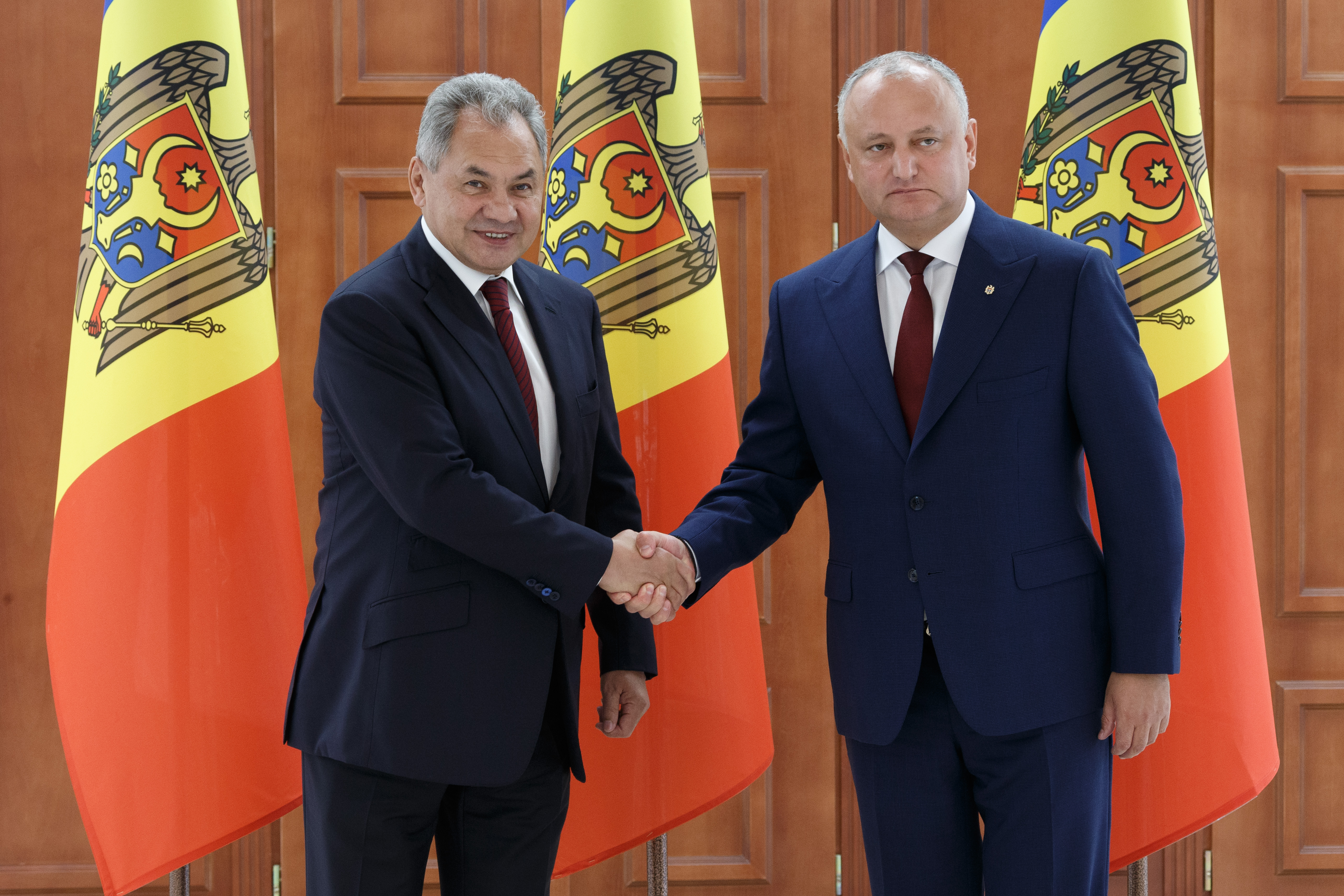
Szojgu podczas spotkania w pałacu prezydenckim w Kiszyniowie z prezydentem Mołdawii Igorem Dodonem, 2019 rok
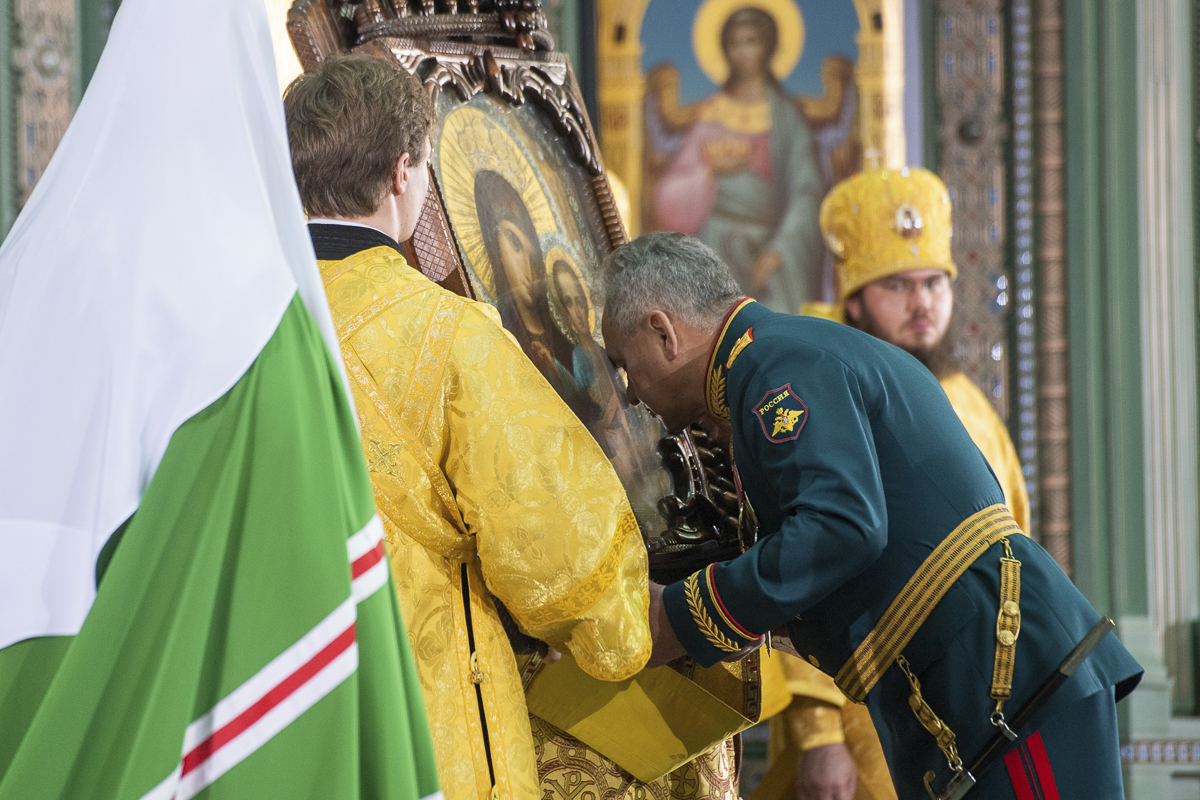
Szojgu uczestniczący w ceremonii konsekracji Głównej Katedry Sił Zbrojnych Federacji Rosyjskiej, 2020 rok
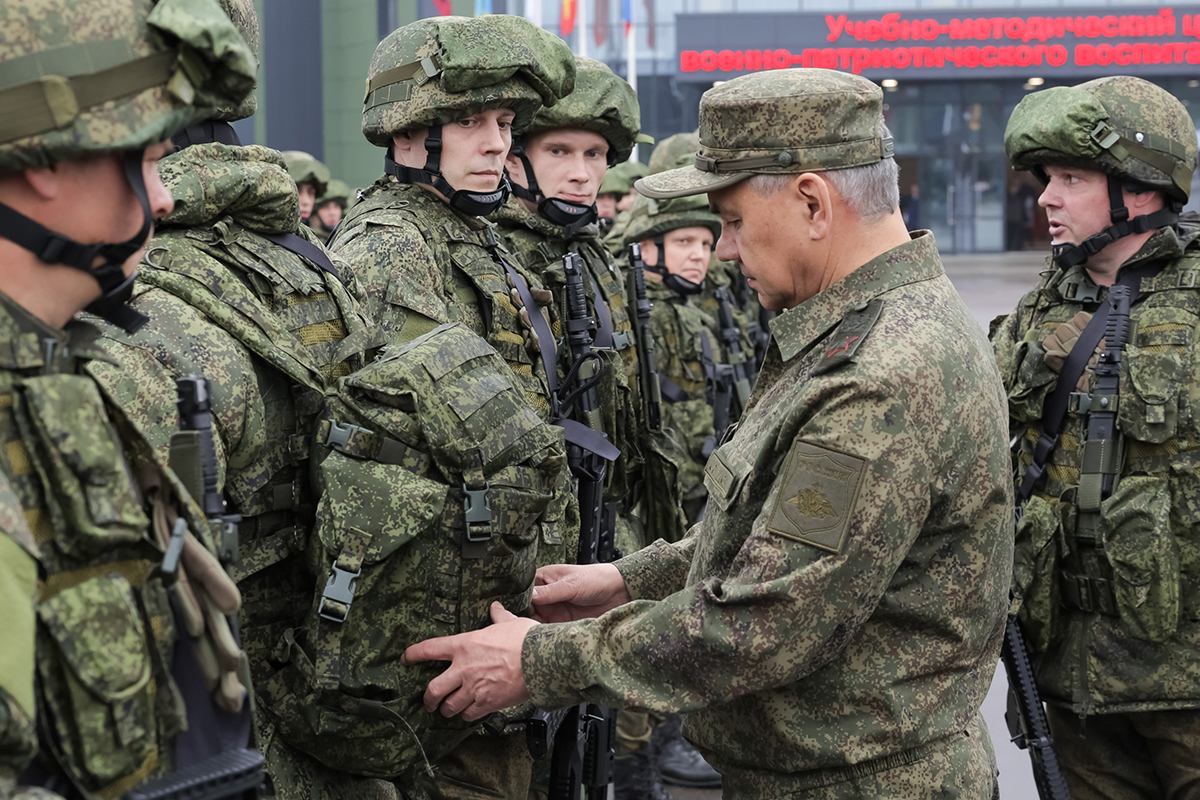
Spotkanie Szojgu z obywatelami obwodu moskiewskiego (którego był dawniej gubernatorem) zmobilizowanymi do udziału w agresji na Ukrainę, 2022 rok
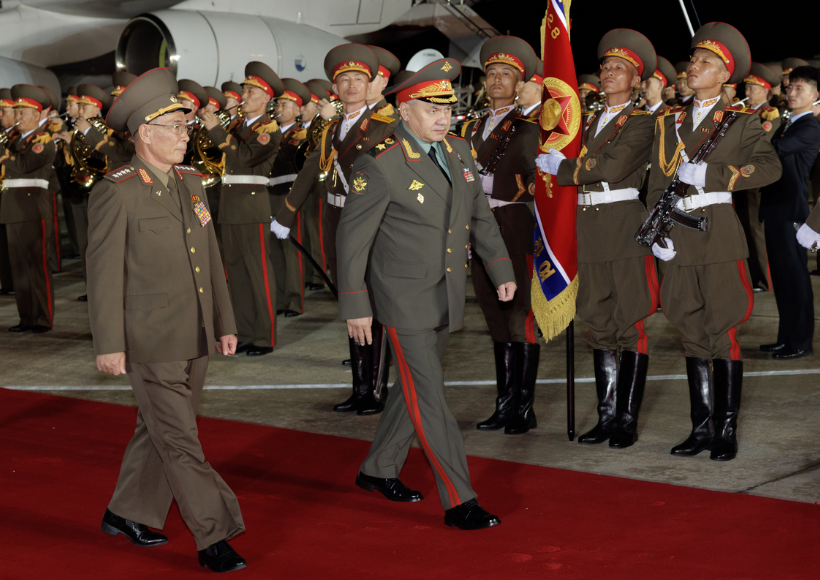
Powitanie Szojgu w Korei Północnej, 2023 rok

## Ordery, odznaczenia i wyróżnienia
- Bohater Federacji Rosyjskiej (1999)[21]
- Order Świętego Andrzeja (2014)[22][23][24]
- Order „Za zasługi dla Ojczyzny” I klasy (2020)[25]
- Order „Za zasługi dla Ojczyzny” II klasy (2010)[26]
- Order „Za zasługi dla Ojczyzny” III klasy (2005)[27]
- Order Aleksandra Newskiego (2014)
- Order Honoru (2008)[28]
- Order „Za osobiste męstwo” (1994)
- Medal „Obrońca Wolnej Rosji” (1993)
- Medal 850-lecia Moskwy
- Medal „Za zasługi w przeprowadzeniu wszechrosyjskiego spisu powszechnego”
- Medal „Na Pamiątkę 300-lecia Petersburga” (2003)
- Medal „Na Pamiątkę 1000-lecia Kazania” (2005)
- Medal jubileuszowy „60-lecia zwycięstwa w Wielkiej Wojnie Ojczyźnianej 1941–1945” (2005)
- Medal „Za wzmocnienie wspólnoty wojskowej” (czterokrotnie)
- Medal „Za staranność w wykonywaniu zadań wsparcia inżynieryjnego”
- Medal „200 lat Ministerstwa Obrony”
- Medal „Za powrót Krymu”
- Medal „200 lat Ministerstwa Spraw Wewnętrznych Rosji”
- Medal „Za wyróżnienie” (Służba Wywiadu Zagranicznego Federacji Rosyjskiej)
- Medal „Za wyróżnienie w reagowaniu kryzysowym”
- Medal „Za nienaganną służbę” (Ministerstwo Sytuacji Nadzwyczajnej Federacji Rosyjskiej)
- Medal „Uczestnikowi nadzwyczajnych operacji humanitarnych”
- Order Republiki Tuwy (Tuwa)
- Order „Za zasługi dla Chakasji” (Chakasja)
- Order „Za zasługi” (Inguszetia)
- Nagroda Republiki Tuwy (Tuwa)
- Order „Za zasługi dla Kraju Ałtajskiego” (Kraj Ałtajski)
- Honorowy obywatel obwodu moskiewskiego
- Honorowy obywatel odwodu kemerowskiego
- Honorowy obywatel Republiki Jakucji
- Order Świętego Sergiusza Radoneżskiego I klasy (Rosyjski Kościół Prawosławny, 2014)[29]
- Order „Danaker” (Kirgistan, 2002)[30]
- Medal „Dank” (Kirgistan, 1997)[31]
- Order Przyjaźni (Kirgistan, 2020)[32]
- Order „Za zasługi w dziedzinie bezpieczeństwa narodowego” (Wenezuela, 2015)[33]
- Medal „Krzyż Wielki Armii Nikaragui” (Nikaragua, 2015)[34]
- Order Flagi Serbskiej I klasy (Serbia, 2012)[35]
- Order Świętego Sawy (Serbski Kościół Prawosławny, 2003)[36]
- Krzyż Wielki Orderu Pro Merito Melitensi (Zakon Maltański, 2012)[37]
- Order Czerwonego Sztandaru (Mongolia, 2018)[38]
- Doktor honoris causa Akademii Państwowej Straży Pożarnej Ministerstwa Sytuacji Nadzwyczajnych Rosji[39]
- Doktor honoris causa Uniwersytetu Obrony Ministerstwa Obrony Serbii (2020)[40]